# Nina Li
Nina Li Chi, ursprungligen Li Zhi, född 31 december 1961 i Shanghai i Kina, är en före detta Hongkong-skådespelare.

## Familj
Nina Li är gift med den kinesiske actionskådespelaren Jet Li, med vilken hon har två barn.

## Filmografi
- A Kid from Tibet (1992) - Sorcerer's Sister
- Twin Dragons (1992) - Tammy
- Miracle 90 Days (1992) - The manager of the Ocean Park
- A Chinese Ghost Story Part III (1991) - Butterfly
- Stone Age Warriors (1991) - Lucy
- The Gambling Ghost (1991) - Lily
- Inspector Pink Dragon (1991) - Tam Lan Hing
- Lover's Tear (1991) - Fang Yi Ling, a deaf woman
- Legend of the Brothers (1991) - Movie Star
- The Dragon from Russia (1990) - Chime
- The Spooky Family (1990) - Colleague Sister
- Perfect Girls (1990) - Feng Mu-Jen
- To Spy with Love (1990) - Li Chi
- "Celebrity Talk Show" (1989) (TV Series) - Guest
- The Fun, the Luck, and the Tycoon (1989) - Cindy Chan
- Dragon Fight (1989) - Penny
- Pedicab Driver (1989) - Ping
- Four Loves (1989) - Chin Pui Ling
- What a Small World (1989) - Nina Lee
- Aces Go Places V: The Terracotta Hit (1989) - Sister Thief
- Mr. Mistress (1988) - Ho's wife
- Profile of Pleasure (1988) - Yim Hung
- Ghost in the House (1988) - The friendly ghost
- Guests in the House (1988)
- Fractured Follies (1988) - Scarlet
- The Greatest Lover (1988) - Lychee
- Tiger on Beat (1988) - Marydonna
- Criminal Hunter (1988) - Mimi
- Amnesty Decree (1987) - Ah Kim
- "Diao Chan" (1987) (TV Series) - Diao Chan
- Seven Years Itch (1987) - Siu Hung
- The Seventh Curse (1986) (uncredited) - Girl drinking Champagne